# Michel d’Aillières
Michel d’Aillières (* 17. Dezember 1923 in Paris; † 31. Oktober 2010 in Aillières-Beauvoir) war ein französischer Politiker.
D’Aillières, Abgeordneter der Assemblée nationale von 1958 bis 1977 und Senator von 1977 bis 1995, war von September 1957 bis März 2001 Conseiller Général des Kantons La Fresnaye-sur-Chédouet. Von 1953 bis 2008 war er zudem Bürgermeister von Cherreau nahe La Ferté-Bernard und später von Aillières-Beauvoir. Zwischen 1970 und 1976 und erneut von 1979 bis 1992 war er Präsident des Conseil Général, bis er schließlich von François Fillon in diesem Amt abgelöst wurde. Er starb am 31. Oktober 2010 im Alter von 86 Jahren in seinem Haus in Aillières-Beauvoir.